# Odontodes metamelaenella
Odontodes metamelaenella là một loài bướm đêm trong họ Noctuidae.